# Raspad Kraljevine Jugoslavije
Kraljevina Jugoslavija je propala u travnju 1941. godine. Makar su unutarnje tenzije razdirale tu državu od samog nastanka krajem 1918. godine, odlučni događaj je bio kratkotrajni Travanjski rat 6. – 17. travnja 1941. u kojem su Sile Osovine porazile i razbile Jugoslaviju.

## Uvod
Ljubomoran na vojne uspjehe nacističke Njemačke i njenog vođe Adolfa Hitlera, talijanski vođa Benito Mussolini se odlučuje tijekom 1940. pokrenuti talijansku invaziju na Grčku. Uskoro se ukazuje da su talijanske vojne snage nedorasle zadaći: prvobitni ograničeni uspjesi postignuti tijekom listopada i studenog uskoro postaju vojna katastrofa kada talijanska vojska počinje bijeg od nekoliko puta manjeg protivnika.
Prije te talijanske avanture Hitler je zamišljao cijeli Balkan kao veliko neutralno područje koje mu štiti južni bok i naftne izvore u Rumunjskoj.  Tijekom zime i proljeća 1941. godine politikom mrkve i batine Mađarska, Rumunjska i Bugarska su prisiljene ući u savez s Njemačkom ostavljajući kao jedinu neutralnu zemlju Kraljevinu Jugoslaviju. Talijanski problemi s Grčkom sve to mijenjaju prisiljavajući njemačku diplomaciju i vojsku pred neočekivane odluke: Britanci stupaju u rat na strani Grčke, te se posve izglednim čini ponovo otvaranje Solunskog bojišta, gdje bi Britanci s čvrstim osloncem u Egiptu i Palestini i na svoje znatne potencijale u Južnoj Africi, Australiji, Novom Zelandu i Indiji, kao i na veliku moć svoje ratne mornarice mogli - kako su to bili učinili dva desetljeća ranije u I. svjetskom ratu - učiniti prodor na njemačkoj "kontinentalnoj tvrđavi" u Europi.

## Razlozi
Cilj svih tako sklopljenih saveza se sastojao u omogućavanju nastupanja njemačke vojske do grčke granice kako bi se spriječila tamošnja potpuna talijanska vojna propast i iminentno iskrcavanje snažnih britanskih snaga na području Grčke. Kako se obvezni vojni plan za invaziju Grčke sastojao od direktnog nastupanja prema Solunu, svi dogovori s drugim balkanskim državama su postali nevažni bez vojnih baza unutar Jugoslavije ili točnije govoreći na području današnje Makedonije što dovodi do pojačanog pritiska na trenutačno jedinu neutralnu zemlju koja dobiva ultimatum da se odluči najkasnije do 1. travnja.

## Diplomatske igre i zavjere
Pod prijetnjom moguće invazije premijer Dragiša Cvetković i potpredsjednik Vlade Vlatko Maček postižu dogovor o pristupanju Trojnom paktu s Italijom i Njemačkom koja je pritom obećala Jugoslaviji tri stvari: Njemačka priznaje teritorijalni integritet Jugoslavije, Njemačka neće tražiti od Jugoslavije prelazak svoje vojske preko njenog teritorija niti vojne baze, Njemačka će osigurati da Jugoslavija dobije luku Solun i time i izlazak na Egejsko more. Do službenog potpisivanja dolazi u Beču 25. ožujka 1941. godine. Kada je vijest o potpisivanju stigla u Beograd ona pokreće već unaprijed organiziranu britansku akciju vojnog puča od 27. ožujka 1941. koji ruši Cvetkovićevu vladu, a na mjesto predsjenika vlade dolazi general Dušan Simović. Bez obzira na sav bijes Hitlera koji dočekuje za njega ovu neugodnu vijest, on u potpunoj suprotnosti s kasnije stvorenim mitovima šalje diplomatski upit generalu Simoviću namjerava li on poštovati sporazum sklopljen 25. ožujka. Tek dolazak negativnog odgovora na upit dovodi do kratkotrajne pripreme za invaziju Jugoslavije. Znajući da se priprema rat, u potpunom suglasju s Velikom Britanijom jugoslavenska delegacija putuje u Moskvu radi sklapanja obrambenog saveza sa Sovjetskim Savezom. Poslije kraćeg dogovora dolazi do potpisivanja ovog saveza u noći s 5. na 6. travnja 1941. godine. Oko dva sata nakon potpisivanja i prije njegovog podnošenja javnosti Njemačka je napala Jugoslaviju. Na diplomatski upit upućen Staljinu nakon izbijanja rata, namjerava li Sovjetski Savez poštovati sklopljeni sporazum i objaviti rat Njemačkoj, dobiven je negativni odgovor čime se slama jugoslavenska nada za spas isto tako brzo kao i britanska za otvaranje drugog fronta.

## Kratki rat i nastanak mita
Poslije samo četiri dana rata - u 11-dnevnom Travanjskom ratu su na njemačkoj strani aktivno sudjelovale talijanske i mađarske postrojbe, a Rumunjska i Bugarska su stavile na raspolaganju svoj terotorij za izvršenje invazije na Jugoslaviju - njemačke vojne jedinice su 10. travnja 1941. godine ušle u Zagreb, a Slavko Kvaternik je poslao proglas o nastanku Nezavisne Države Hrvatske i poziv Hrvatima da istupe iz Jugoslavenske vojske. U srpskim krugovima ovo proglašenje i poziv za napuštanje vojske je poslužilo za nastanak mita o nožu u leđa veoma sličnom onome nakon Prvog svjetskog rata u Njemačkoj. Određen broj hrvatskih vojnika iz jugoslavenske vojske na svom povratku kući preko teritorija Srbije bio je napadnut ili čak i linčovan od protuhrvatski raspoloženog mnoštva. Tako stvorenom negativnom mitu među Srbima o Hrvatima je definitivnu pomoć pružila kapitulacija Jugoslavije 17. travnja 1941. i nastanak NDH.

## Teritorijalna podjela Jugoslavije
Sile Osovine odlučuju teritorijalno podijeliti Jugoslaviju: sjeveroistočni dio područje današnje Slovenije (s oko 800.000 stanovnika) pripaja sebi Njemačka, jugozapadno područje sebi pripaja Italija (s Ljubljanom i oko 330.000 stanovnika; krajnje zapadni dio Slovenije s Goricom i Koprom je još od kraja I. svjetskog rata bio u sastavu Italije), a najistočniji dio Slovenije uz Muru (s oko 100.000 stanovnika) pripaja svojem državnom području Mađarska.
Mađarska je proglasila također i aneksiju hrvatskog Međimurja i današnje hrvatske Baranje, kao i Bačke - glavnog dijela današnje Vojvodine između rijeka Dunava i Tise. Na područjima koje su 1941. godine pripojena Mađarskoj živjelo je tada 1.146.000 stanovnika.
Područje koje približno odgovara današnjoj Crnoj Gori proglašavaju Talijani Kraljevinom Crnom Gorom, kao dijelu Taljanskog Imperija s talijanskim kraljem Viktorom Emanuelom III. kao nositeljem suvereniteta.
Bugarska pripaja svojem državnom teritoriju glavninu današnje Makedonije, krajnji jugoistočni dio Kosova, te dio južne Srbije oko Vranja. Na području koje je zauzela Bugarska živjelo je tada 1.260.000 stanovnika.
Talijani pripajaju zapadni dio današnje Makedonije i većinu Kosova Kraljevini Albaniji, kao dijelu Talijanskog imperija.
Od preostalog dijela teritorija osnivaju se Srbija pod Milanom Nedićem, te Nezavisna Država Hrvatska s Antom Pavelićem na čelu. Srbiju drže pod okupacijom Nijemci, čije vojne snage pod kontrolom drže također i sjeveroistočni dio Nezavisne Države Hrvatske. Jugozapadni dio Hrvatske - po liniji koja približno spaja sjevernu granicu Kraljevine Crne Gore pod Talijanima sa sjeveroistočnom granicom dijela Slovenije koje je anektirala Italija - kontroliraju talijanske vojne snage, koje ondje ubrzo uspostavljaju i civilnu upravu, svodeći prerogative vlasti NDH na jednu tek simboličnu razinu: intencija talijanske politike je bila da taj prostor održi pod trajnom talijanskom vlašću, pretvarajući Jadran (i pomorski prilaz Srednjoj Europi) u unutrašnje talijansko more.
Legalnost podjele okupirane države od strane okupatora dok je rat u Europi još trajao bila je vrlo upitna. Međutim je i Nova (komunistička) Jugoslavija na svojem grbu kao datum svojega osnivanja naznačila 29. studeni 1943. godine - kada je održano Drugo zasjedanje AVNOJ-a, tijela oružane pobune koje je izjavilo pretenzije da uspostavi suverenitet na čitavom teritoriju raspadnute Kraljevine Jugoslavije: Nova Jugoslavija je 1946. god. proglasila nevažećim ne samo zakone koje su donosile NDH i Nedićeva Srbija, nego također i sve propise koje su vlasti Kraljevine Jugoslavije donosile do njenog raspada 1941. godine. Poslije se, ipak, Jugoslaviju smatralo međunarodnopravnim sljednikom Kraljevine Jugoslavije i Kraljevine Srbije.

## Posljedice
Kao posljedica ulaska u rat koji se vodio između velikih sila, od 15,5 milijuna stanovnika koji su živjeli na području Kraljevine Jugoslavije do njenoga raspada izginulo je oko 1 milijun, od čega približno polovica otpada na pripadnike raznih međusobno sukobljenih vojnih formacija, a preostali dio na civile. Nacije koje su u istom golemom ratu sudjelovale uz više opreza imale su znatno manje gubitke; tako Italija 457.000 mrtvih (301.400) u populaciji od 45 milijuna, Ujedinjeno kraljevstvo 450.700 (383.600 vojnika) u stanovništvu od 48 milijuna, Francuska 567.600 (217.600 vojnika) u stanovništvu od 42 milijuna. Čak je i Finska - koja je više godina ratovala s moćnim Sovjetskim Savezom - s 97.000 mrtvih (u tome najviše vojnika, 95.000) u stanovništvu od 3,8 milijuna ljudi - pretrpjela manje gubitke od naroda na području Kraljevine Jugoslavije, koje je postalo poprištem teških sukoba i proganjanjima civilnog stanovništva, te ubijanju ratnih zarobljenika tijekom II. svjetskog rata. Gubitke poput onih koje je trpjelo stanovništvo na području bivše Kraljevine Jugoslavije zabilježeni su još jedino u Grčkoj, te u dijelu Europe zahvaćenom najvećim ratnim događanjima: Sovjetskom Savezu, Poljskoj, Litvi i Njemačkoj.
Prema procjenama demografa iz 1980-ih godina, od ukupnog broja žrtava rata, 207.000 otpada na Hrvate, 487.000 na Srbe, 86.000 na Bošnjake, 50.000 na Crnogorce, 60.000 na Židove, 32.000 na Slovence, 27.000 na Rome, 26.000 na Nijemce (koji su bili stanovnici na tom području), 7.000 na Makedonce, 6.000 na Albance, 5.000 na Mađare i 21.000 na ostale etničke skupine. Prema novijim demografskim izračunima, broj poginulih Hrvata bio bi u tom razdoblju nešto veći oko - 384.000 Hrvata i oko 160.000 Bošnjaka - a broj poginulih Srba nešto manji od tih izračuna iz 1980-ih godina.